# Pakalnės pažintinis takas
Pakalnės pažintinis takas, česky Naučná stezka Pakalnė, je lehká pobřežní okružní naučná stezka a cyklostezka vedená polními cestami mezi řekami Pakalnė a Rusnaitė v deltě řeky Nemunas (Němen). Nachází se severovýchodo-východně od vesnice Pakalnė v seniorátu Rusnė v okrese Šilutė v Litvě. Geograficky se také patří do pásu nížin Pajūrio žemuma v Klaipėdském kraji v Nemuno deltos regioninis parkas (Regionální park delta Nemunu).

## Další informace
Naučná stezka začíná a končí u přístaviště a mostu u rozdělení řek Pakalnė a Rusnaitė po 3,5 km dlouhém okruhu nedaleko Kuršského zálivu Baltského moře. Trasa vede pobřežní lužní krajinou a je zaměřena na přírodu a kulturu obyvatel tohoto regionu. Nachází se zde také rozhledna/pltačí pozorovatelna umístěná v koruně stromu. Na trase je také veřejné tábořiště, které se nachází nedaleko rozdělení řek Pakalnė a Rusnaitė. Stezka je celoročně volně přístupná avšak omezení mohou nastat během možných období povodní řeky Nemunas.

## Galerie

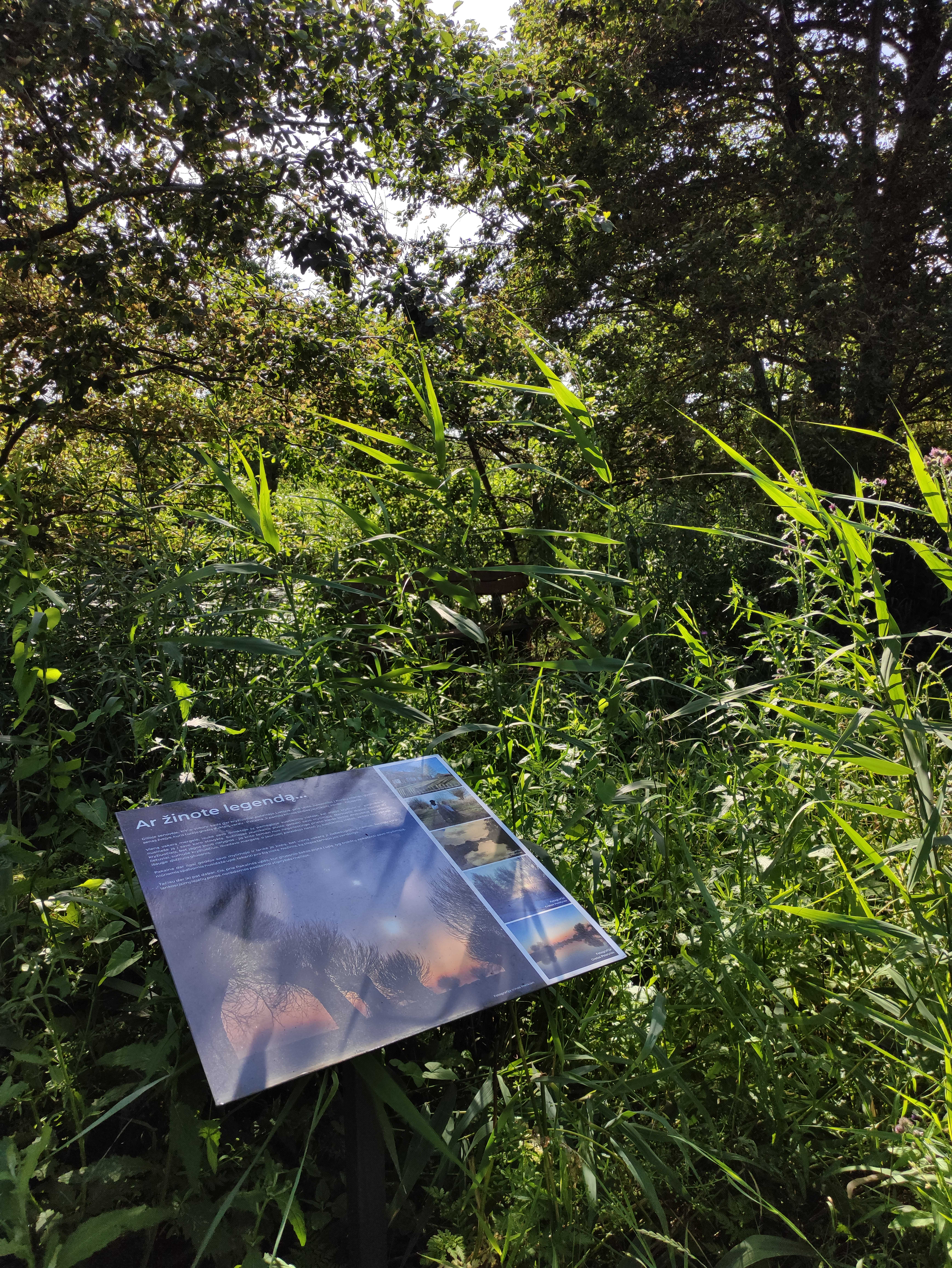
Informační panel na trase
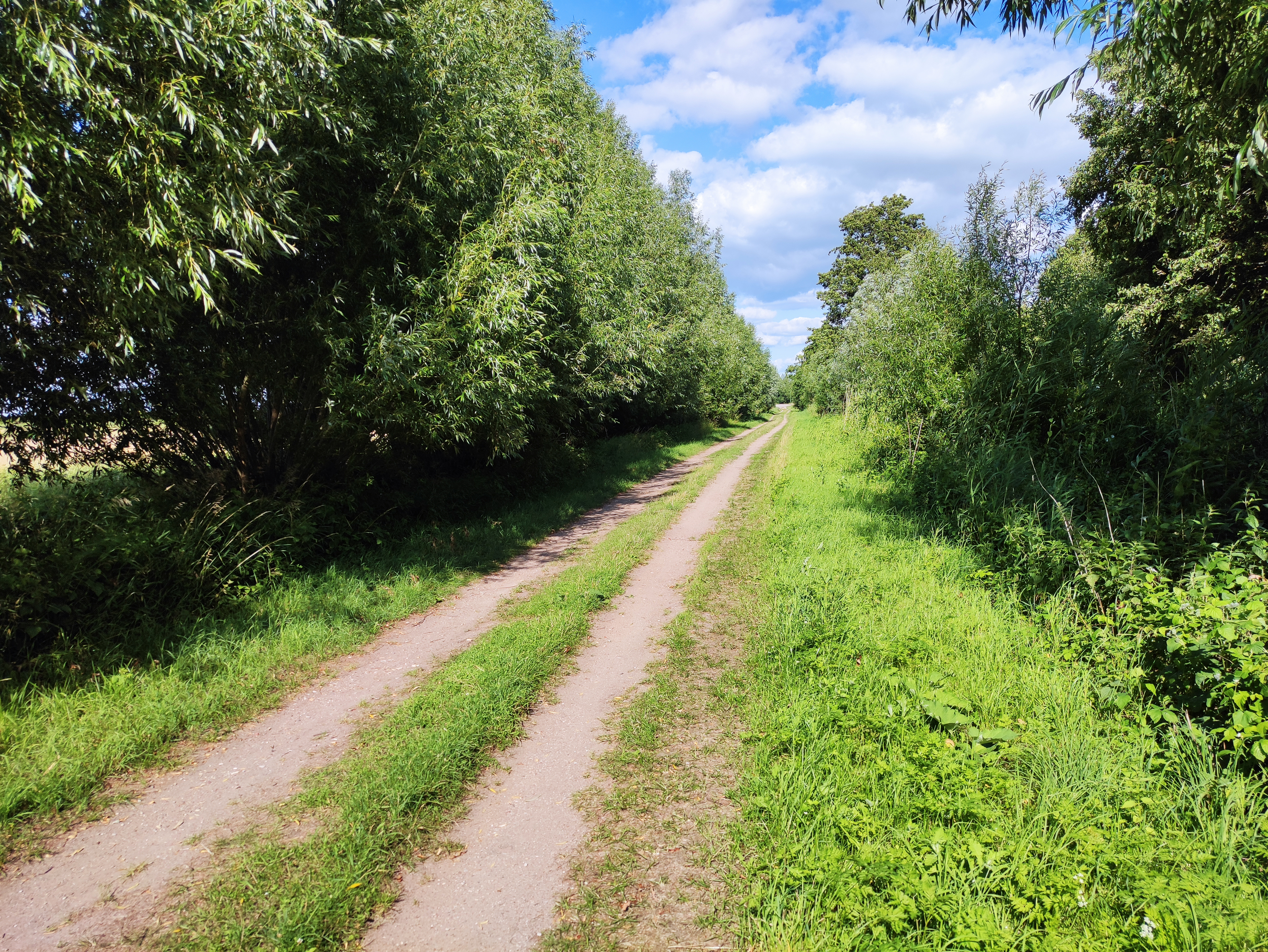
Polní cesta
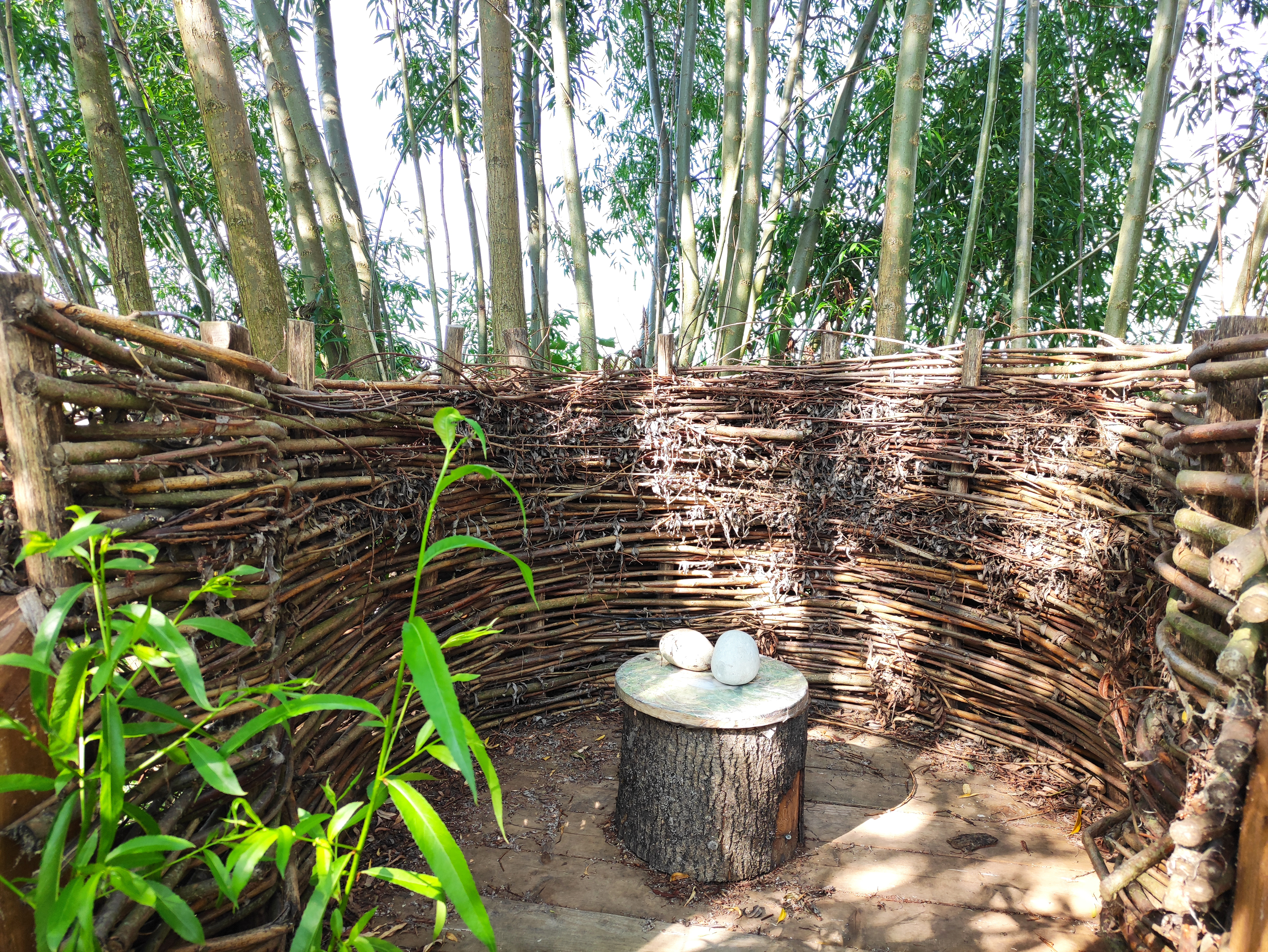
Rozhledna
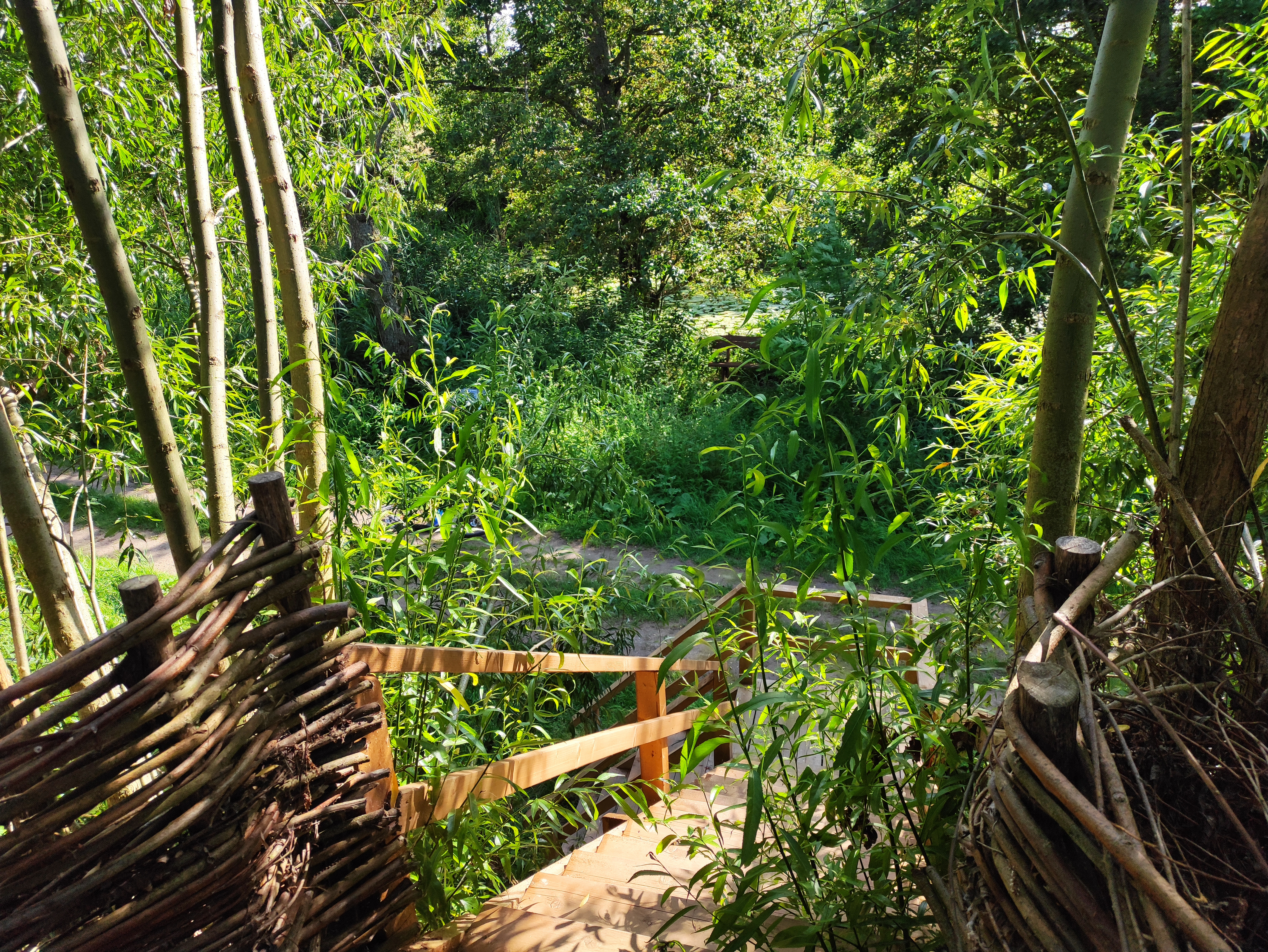
Rozhledna
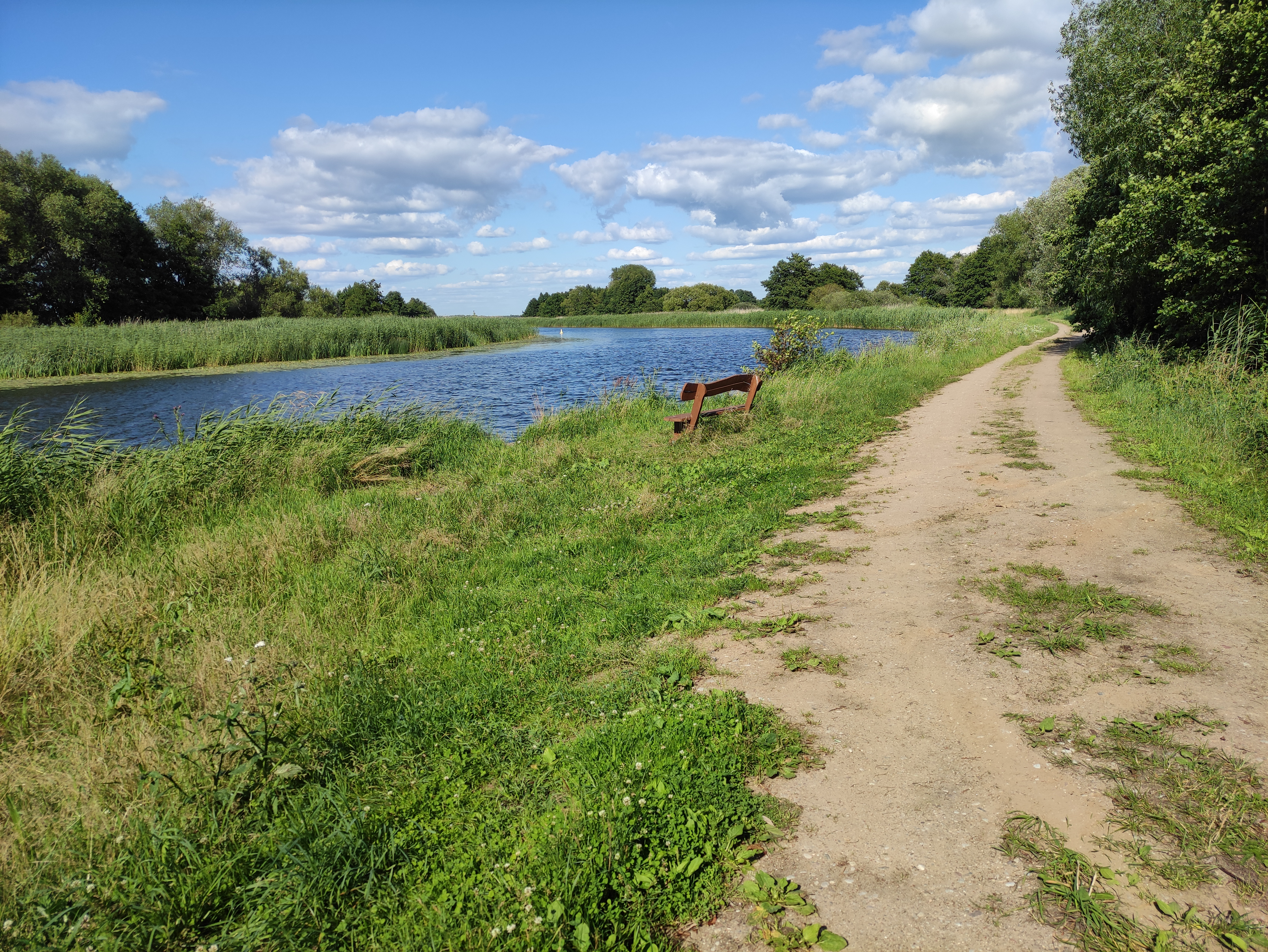
Polní cesta